# Cervecería Escocesa
La Cervecería Escocesa fue un establecimiento histórico de Madrid, situado en la calle del Príncipe, que albergó tertulias madrileñas del siglo xix y comienzos del xx, como la del Bilis Club, tras abandonar su primera instalación en la Cervecería Inglesa. De entre los acontecimientos allí ocurridos puede destacarse el homenaje a Benito Pérez Galdós, convocado en 1883 por Armando Palacio Valdés y realizado en marzo de 1884, secundado por personalidades literarias y políticas de la época, como Echegaray y Campoamor, Castelar y Cánovas.
Emilia Pardo Bazán, en La cuestión palpitante, glosa y describe el suceso con esta invocación: 

¡Quiera Dios que el homenaje públicamente tributado a Pérez Galdós estos días sea indicio cierto de que el público empieza a recompensar los esfuerzos de la falange sagrada! ¡Quiera Dios que el entusiasmo no se disipe como la espuma del Champagne con que brindaron!
Emilia Pardo Bazán (1882)

 Otros autores y personalidades recuerdan el círculo de escritores naturalistas y la controvertida y dilatada promoción y final celebración del evento galdosiano. De la plana mayor del ‘Bilis’, daba detallada noticia José Francos Rodríguez en 1919; y del banquete (que reunió al parecer a unos 230 comensales «de muy diverso pelaje en lo literario y en lo político»), Josep Pla, cuando visitó el Madrid de 1921, y hablando de las tertulias del momento, aseguraba –a sus veinte años– que «en la cervecería La Escocesa hay otra que dura toda la noche. Hay póquer».